# Кула (Коњиц)
Кула је насељено место у Босни и Херцеговини у општини Коњиц у Херцеговачко-неретванском кантону које административно припада Федерацији Босне и Херцеговине. Према попису становништва из 1991. у насељу је живјело 77 становника.

## Становништво
По последњем службеном попису становништва из 1991. године у насељу Кула живело је 77. становника. Сви становници су били Срби.